# Gillian Rolton
Pour les articles homonymes, voir Rolton.
Gillian Rolton est une cavalière australienne de concours complet d'équitation née le 3 mai 1956 à Adélaïde et morte dans sa ville natale le 18 novembre 2017. Elle est médaillée d'or par équipe aux Jeux olympiques de 1992 et à ceux de 1996.